# 油汀湖
油汀湖是越南的一座人工湖，位于该国东南部的西宁、胡志明市、同奈三省市交界处。该水库属西贡河水系，主要服务于东南部地区的农田灌溉，并号称越南及东南亚最大的人工湖。其勘探工作于1976年开始进行，最终于1981年动工修筑，其建设项目总成本超过1亿美元，越南政府亦为此向世界银行大额借贷，工程亦于1986年基本完成。自2022年起，油汀湖的水务由越南农业与农村发展部下属的南方灌溉开发有限公司管理。

## 地理

湖泊及周邊縣份示意地圖（2024年）

油汀湖横跨越南东南部的胡志明市、西宁省、同奈省（即舊平阳省油汀县、西宁省新珠縣、楊明珠縣与平福省汉广县四个县级行政区），其湖面面积约为270平方公里，总容量约15.8亿立方米。该湖位在舊西宁市东北约20公里处，南距胡志明市區约70公里，并因攔截西贡河上游的水流而形成，除了调节西贡河的水量外，油汀湖还负责灌溉越南南部地区西宁省、胡志明市、同奈省等地超过10万公顷的农田，并透过东渠（Kênh Đông）、西渠（Kênh Tây）和新兴渠（Kênh Tân Hưng）三条渡槽，协调各省市总长1,550多公里的支渠用水。此外，当地渔民还会在湖畔养殖鱼虾。

## 历史

### 勘探与兴建
越南南方共和国完全取得对南方的控制权後，东南部的一些橡胶种植园主曾计划修筑一座小型的人工湖泊，以满足他们的休憩之需，但并未开工。越南统一后不久，甫成立的越南社会主义共和国政府决定成立南方水利设计勘察队，并以原越南共和国政府制作的地图作为规划水利工作的参照圖，1976年，副总理范雄提出了“水利是兴国之先”的口号，并动员国民参与建设水利工程。与此同时，中央政府也派出许多官员前往南方进行勘察和，以为日后修筑水库做准备，而在考察期间，已有7名科考人员在今湖床区域因地雷身亡，而在工程正式启动之前的1977年，越南人民军部队也开始修建许多辅助水坝，为将来修筑水库奠定基础。
1979年，总理范文同批准了油汀湖灌溉专案，该湖泊于1981年4月29日开工建设，总投资1.1亿美元，越南官方在西宁省楊明珠縣中蔑社举办了开工仪式，副总理黄晋发出席。但建设专案却遭到了西宁省部分领导人的反对，因为他们认为这是浪费土地，尽管该湖有2/3的水域位于西宁，但中央政府却以小河省𤅶葛縣的同名地名将该湖命名为“油汀”，西宁省官方也因此提出抗议，时任越共西宁省委书记阮文卒（Nguyễn Văn Tốt）甚至还要求该省党政机关不要接待水利部的官员，不要讨论油汀湖问题。据《越南农业报》报道，阮文卒更向越共中央书记处举发了水利部长阮清平，并认为修筑水库会导致美国中央情报局乘虚而入，破坏越南；水利部因此组织了一次由副总理范雄主持的大型会议，介绍了修筑该湖的科学依据，同时，为了安抚西宁省官方，范雄决定将该专案命名为“油汀—西宁湖”（Dầu Tiếng – Tây Ninh），西宁省委副书记、省人民委员会主席邓文上最终也支持建设专案。当时，越南官方为此动员了36,300余名民工。尽管西宁省最初反对该项目，加之红色高棉与越南人民军正在柬越边境发生冲突，但在邓文上等人的动员下，当地不少群众也参加了湖泊与沟渠的建设施工，而这些民工多半是年轻人，据西宁省团委统计，截至项目投产，西宁及周边省市官方已动员超过4.5万名青年参加施工，挖掘了超过1,160万立方米的土地，他们安装了近54,000立方米的混凝土和石材，亦建造了不少渡槽。越南政府修建油汀湖的资金来自世界银行逾1亿美元的优惠贷款，其中3,000万美元分别来自科威特阿拉伯经济发展基金会、石油输出国组织特别基金与荷兰政府，而该行的时任行长则是曾担任美国国防部长、并主持越南战争的罗伯特·麦克纳马拉。这也是越南社会主义共和国成功借入的第一笔资金，同时也是越南自1975年以来第一个以美元贷款建造的项目。

### 竣工及投入使用
1982年，受到水库湖床蓄水工程的影响，楊明珠縣禄宁社的数千户家庭被官方迁徙到同县的中蔑社和𤅶檜社。1984年7月2日，水库开始注水，1985年1月10日，拥有东、西两条主要渡槽的油汀灌溉系统正式投入运行。1985年，國務委員會主席长征向曾参加水库主坝以及西渠建设工程的平地机驾驶员申公起（Thân Công Khởi）授予了劳动英雄勋章，而此人也是5万逾名参与建设的工人中唯一获得此称号者。1986年後，该湖工程基本建成，并开始向胡志明市的纠支县引水，年流量约1.35亿立方米。1996年至1999年间，越南政府还修建了連結油汀湖与新珠縣、新邊縣的新兴渠，湖泊的水源可由此引至该二县，以保障部分乡镇的农田灌溉供水。2012年，位于平阳、平福二省交界处的小江上的福和灌溉湖（Hồ thủy lợi Phước Hòa）与連結油汀湖的渡槽投入使用，小江的水源可透过渡槽输送到油汀湖，以缓解旱季期间后者蓄水量不足的问题。
2017年6月6日，越南总理阮春福决定将油汀湖工程列入涉及国家安全的重要专案。2019年6月以后，多处太阳能发电厂开始在油汀湖半淹区投入使用，建成后，这些发电厂可以满足西宁省额外的电力需求，其规模亦居东南亚之首。2022年9月，越南农业与农村发展部下属的油汀—福和灌溉开发有限公司（Công ty TNHH MTV Khai thác thủy lợi Dầu Tiếng – Phước Hòa）改制成南方灌溉开发有限公司（Công ty TNHH MTV Khai thác thủy lợi Miền Nam），油汀湖水务随即由该公司接管。

## 水利开发
油汀湖的建立旨在开发越南东南部的水能资源，保障邻近县市的灌溉用水。现阶段油汀—福和灌溉系统由南方灌溉开发有限公司管理和运营，其任务是保障西贡和威古河流域的下游地区供水、防洪、防盐。该湖是西宁省（92,953公顷）、胡志明市（12,000公顷）和隆安省（12,000公顷）三省市共116,953公顷农田的直接水源；亦灌溉西贡河和東威古河沿岸地区93,954公顷的土地。2017年，时任胡志明市市委书记丁罗升还曾呼吁以社会化投资的形式重启连接油汀湖和胡志明市水厂的输水管道项目，以保障胡志明市的供水。2018年，西宁省人委会启动了一项项目，将油汀湖的水引至東威古河以西，为西宁省週城縣和边求县的社区供水，总成本约为12,460亿越南盾。
油汀湖肩负调节水位，防止西贡河、同奈河流域盐碱化的任务。2024年越南热浪期间，隆安省于4月17日宣布该省出现4级干旱、盐碱化灾害，其后，该省人委会建议南方灌溉开发有限责任公司将油汀湖的水引入東威古河以降低盐度，南方灌溉公司随即向東威古河方向放水700万立方米以支持隆安。
因越南第一大城市胡志明市亦位于西贡河流域，油汀湖的水位调节也关乎该城市的整体安全。2013年7月31日，一些水利专家在胡志明市人民委员会的会议上提出了油汀湖大坝溃决的风险。据估计，如果大坝溃决，仅2小时8分钟，洪水将导致纠支县水位上升至11.97米，11小时18分钟后，胡志明市区水位亦将上升2.38米，出现内涝。根据设计，当洪水位达到26.92米时，油汀湖的溢流流量可达每秒2800立方米，而相比之下，西贡河的洪水承载能力仍然很低。2017年2月7日，总理阮春福发布第166/QD-TTg号决定，将油汀湖灌溉工程列为关系国家安全的重要工程，此前，油汀湖仅在1986年和2008年因阀门问题引发异常洪水，但两次都造成了胡志明市的内涝。2016年，越南农业和农村发展部与西宁省自然灾害预防和搜救指导委员会以及油汀—福和灌溉公司协调进行了一场模拟水坝遭到破坏的演习，如果油汀湖超载，大坝主体会将洪水释放到東威古河，以避免西贡河下游被洪水淹没。然而，副坝的破坏将有可能淹没楊明珠縣帥多社及其周边的聚居点。

## 漁業
据西宁省农业农村发展厅畜牧兽医处调查显示，油汀湖有鱼类50余种，其中有经济价值的有弓背魚、斑點半鱨、鱧、鯷等10种。而据越南农业与农村发展部第二水产研究所统计，该湖有鱼类60种，其中具有经济价值的鱼类15种，包括鲤鱼、鲶鱼、鱯鱼等，鲤、鲶、鲈三种在湖中鱼类所占比例最高，约占87%。自该湖建成以来，湖中出现的物种数量增加到74种，其中新出现33种，消失19种。包括紅紋刺鰍、魾、小鱗舌鰨、接吻魚、叉舌鰕虎魚等咸水鱼以及巨型淡水虾等皆因为西贡河水流拦截而消失。由于人们使用网箱养殖、筏式养殖方式饲养经济价值更高的鱼类，当地出现了许多新的品种。而在2005年至2013年间，地方当局亦向湖中放生了780万尾鱼，以促进湖泊生态的多样性，尽管如此，油汀湖畔也有不少渔民使用了折叠笼、电击或渔具与灯光结合等违禁方式捕捞鱼类，对湖泊生态系统造成负面影响。2024年3月25日，管理该湖泊的南方灌溉开发有限公司制定了《检查油汀水利工程保护范围内活动的协调计划》（Kế hoạch phối hợp kiểm tra các hoạt động trong phạm vi bảo vệ công trình thuỷ lợi Dầu Tiếng），据此，该公司将有权力检查环湖地区的渔具和网箱养殖活动，以保护油汀湖的整体生态系统。

## 观光资源

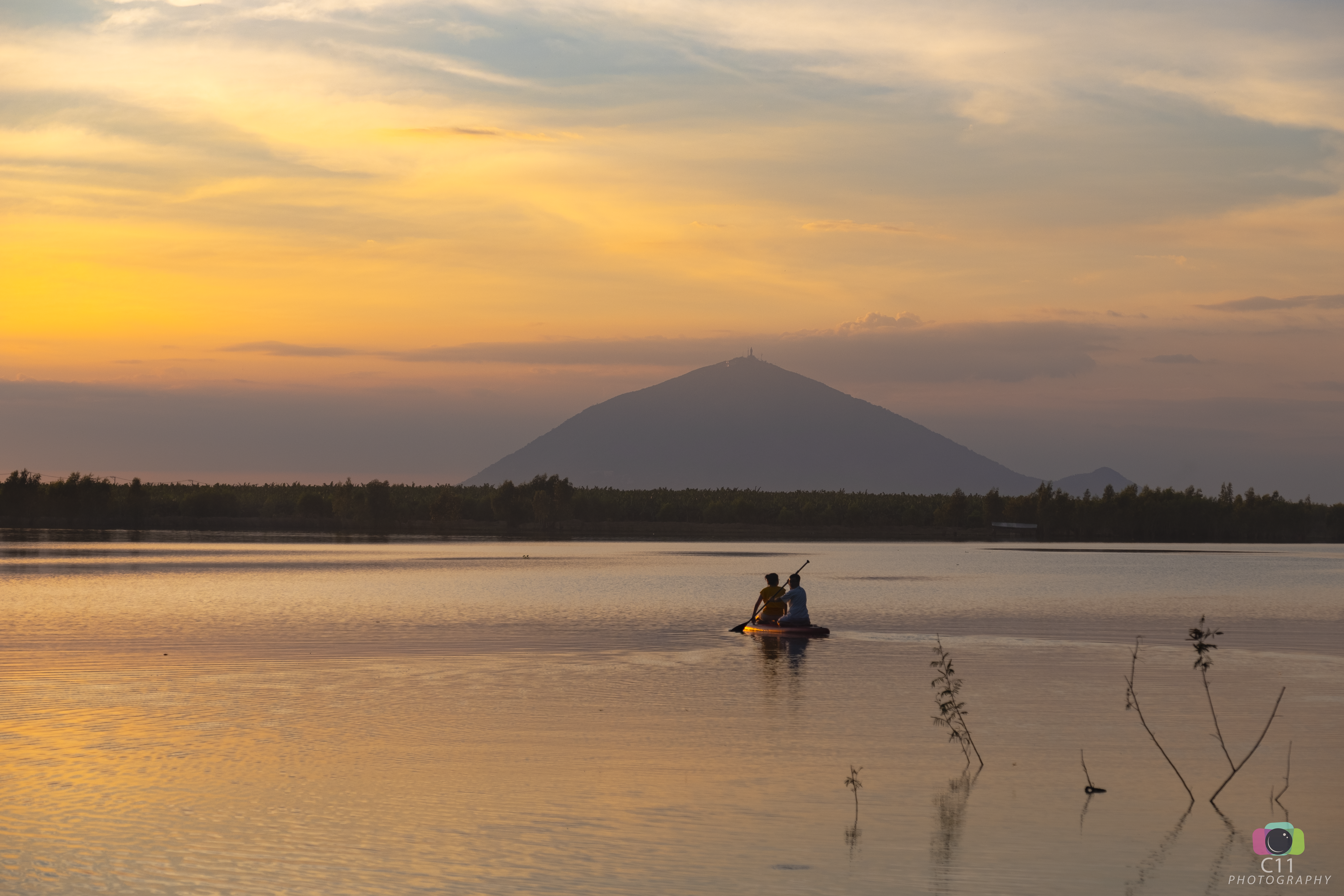
从油汀湖畔远眺黑婆山

2008年，西宁省人民委员会呼吁企业家投资油汀湖包括刺猬岛（Đảo Nhím）、新切岛（Tân Thiết）、新和岛等湖中岛屿以及湖泊南岸沿线的地区，并将其定位为重点观光区。2016年初，一些游客开始前往油汀湖畔帥吳社、新和社的沙滩度假，并将其作为浴场，当地也有不少居民在湖畔搭建小屋，为游客提供服务，但因为湖畔缺乏管理、容易造成溺水事故，加之水质较差，最终被官方取缔，但在同年5月底，西宁省人民委员会开始在湖畔投资建设基础设施，并将该地区改造为天然沙滩“西宁海滩”，以吸引旅客前来度假。2022年，在西宁省文化、体育和旅游厅的支持下，滑翔伞和风筝运动联合会成立，并于当年4月30日、5月1日两天在油汀湖畔的杨明珠县举行了成立仪式，并进行了滑翔伞表演，而西宁省府也随即将杨明珠县定位为黑婆山与油汀湖周边旅游服务开发区。而在平阳省，油汀湖也被视为当地民众一生必去的景点之一，不少人假期会前往湖畔参加烧烤、垂钓、露营及槳板等活动，而油汀县人民委员会也因此挹注資金，修筑通往湖畔旅游区的联外道路，而油汀县的少爷山（Núi Cậu）景区也是环湖观光带主要的构成部分之一，亦为平阳省人民委员会确定的省级风景名胜。

## 环境
油汀湖上游地区分布着面条厂、大型养猪场及一些鱼排，其产生的废水通常未经净化便排入湖中，导致水体污染，不适宜从事水上运动。另外，矿产开发也影响着湖畔聚落的安全，2010年，西宁、平福二省人民委员会通过第1968号公函，同意将油汀湖上游16公里矿产开采许可权移交给平福省人民委员会，并由两省共同管理。西宁在移交给平福时表示，只有在必要时才会协调管理。该通知生效两个月后，平福省人委会向太盛私营企业（Doanh nghiệp tư nhân Thái Thịnh）颁发了独家采砂许可证，为期10年，2017年，该许可证被转让给富寿生产贸易有限公司（Công ty trách nhiễm hữu hạn một thành viên Sản xuất Thương mại Phú Thọ）。但在2024年，新珠縣新和社民众向西宁省人民委员会报称，当地发生严重山体滑坡。经当局检查，太盛公司因未释放浮标、未放置开采标志，导致新和社150米深的山体滑坡。而西宁省人委会表示，由于该湖面积较大，且许多湖区无人居住，侦查湖底非法采矿活动较困难。